# Бетербиев, Артур Асильбекович
Арту́р Асильбе́кович Бетерби́ев (чечен. Бетербиев Асильбекан Артур; род. 21 января 1985, Хасавюрт, Дагестанская АССР) —  российский и канадский боксёр-профессионал, выступающий в полутяжёлой весовой категории. Заслуженный мастер спорта России (2007), чемпион мира (2009) и Европы (2006, 2010), победитель Кубка мира (2008) в любителях. Бывший чемпион мира среди профессионалов по версиям IBF (с 2017 по 2025), WBC (с 2019 по 2025) и WBO (с 2022 по 2025) WBA (с 2024 по 2025) The Ring (с 2024 по 2025) в полутяжёлом весе. Бывший абсолютный чемпион мира в полутяжёлом весе (2024 - 2025).
По состоянию на 15 октября 2024 года по версии журнала The Ring занимал 4-е место в рейтинге сильнейших боксёров вне зависимости от весовой категории. Федерация бокса России признала Бетербиева лучшим профессиональным боксёром 2023 года. Почётный гражданин Чеченской Республики.

## Биография
Родился 21 января 1985 года в городе Хасавюрт. Чеченец, представитель тайпа зогой. Начал заниматься спортом с юных лет. Особое воздействие на него оказали родные братья. Под их влиянием Артур захотел стать боксёром. Когда Артуру исполнилось 11 лет, он стал посещать боксёрские тренировки. Из-за плохого поведения и драк его периодически исключали из спортивной секции. А дома были постоянные скандалы из-за испорченной на тренировках одежды.
После средней школы учился в Московском училище олимпийского резерва № 1 Москомспорта.
Выпускник Московского училища олимпийского резерва и РГУФКа.
В 2013 году, после начала профессиональной боксёрской карьеры, переехал с семьёй в Канаду. Много лет проживает в Канаде, где с 2017 года имеет вид на жительство. По другим сведениям, он стал натурализованным гражданином Канады.

### Личная жизнь
Женат, пара воспитывает двух сыновей и двух дочерей. Вместе с мамой, супругой и детьми проживает в Канаде.

## Любительская карьера
В 2001 году впервые принял участие в крупных соревнованиях. Это был чемпионат мира среди кадетов. Юный спортсмен завоевал на нём 3-е место. В 2006 году он заключил контракт со спортивным клубом «Ринг Магнитки» и переехал в Магнитогорск. В том же году спортсмен завоевал титул серебряного призёра чемпионата страны. В 2004 и 2005 годах он завоёвывал бронзу на этих состязаниях. В 2007 году Бетербиев стал серебряным призёром чемпионата мира.
В 2007 году завоевал титул чемпиона России в полутяжёлом весе, в полуфинале победил будущего чемпиона в профессионалах — Сергея Ковалёва.
В общей сложности провёл более 300 любительских боёв. Всего на любительском ринге одержал 295 побед, потерпел 5 поражений.

### Полутяжёлый вес

#### Кубок мира по боксу2006
Участник командного Кубка мира в Баку (Азербайджан). Бетербиев победил всех своих соперников, но команда России заняла итоговое 2-е место.
- 1-й бой: победа над китайцем Юпином Ли по очкам (26:13)
- 2-й бой: победа над украинцем Исмаилом Силлахом нокаутом (KO2)
- 3-й бой: победа над южноафриканцем Табисо Мчуну за явным преимуществом в третьем раунде
- финал: победил кубинца Юниера Дортикоса за явным преимуществом в первом раунде

#### Чемпионат Европы по боксу 2006
На чемпионате Европы 2006 года Артур завоевал золотую медаль, проведя четыре поединка:
- 1/8 финала: победа над болгарином Тервелом Пулевым по очкам (38:22)
- 1/4 финала: победа над армянином Артаком Малумяном за явным преимуществом по ударам в голову во втором раунде
- 1/2 финала: победа над ирландцем Кеннетом Иганом за явным преимуществом по очкам в третьем раунде
- финал: победа над украинцем Исмаилом Силлахом по очкам (34:23)

#### Чемпионат мира по боксу 2007
На чемпионате мира 2007 года завоевал серебряную медаль
- 1/16 финала: победа над бразильцем Вашингтоном Силвой за явным преимуществом по ударам в голову в третьем раунде
- 1/8 финала: победа над грузином Давидом Циклаури по очкам (23:9)
- 1/4 финала: победа над венгром Имре Сзелло[англ.] по очкам (25-9)
- 1/2 финала: победа над литовцем Даугирдасом Шемётасом (неявка)
- финал: проиграл узбеку Аббосу Атоеву по очкам (17:20)
- 2007 Турнир в Калининграде (Украина-Россия) (Полутяжёлая весовая категория, до 81 кг.) победа над Усиком Александром (12:10)

#### Олимпийские игры 2008
Во втором отборочном бою проиграл китайцу Сяопину, который в итоге стал Олимпийским чемпионом.
- 1/16 финала: победа над шведом Кеннеди Катенде по очкам (15:3)
- 1/8 финала: проиграл китайцу Чжану Сяопину по очкам (2:8)

#### Кубок мира по боксу 2008
Выиграл золото Кубка мира. прошедшего в Москве.
- 1/4 финала: победил молдаванина Владимира Челеса по очкам (5:1)
- 1/2 финала: победил индуса Динеша Кумара по очкам
- финал: победил узбекистанца Аббоса Атоева по очкам (17:7)

#### Чемпионат мира по боксу 2009
Выиграл золотую медаль чемпионата.
- 1/16 финала: победил иракца Джаммала Лайея в связи с остановкой боя
- 1/8 финала: победил шведа Бабасера Камара по очкам (11:1)
- 1/4 финала: победил индуса Динеша Кумара в связи с остановкой боя
- 1/2 финала: победа над кубинцем Хосе Лардуэтом Гомесом по очкам (10:6)
- финал: победа над узбекистанцем Эльшодом Расуловым по очкам (13:10)

#### Чемпионат Европы по боксу 2010
Завоевал золото Чемпионата Европы
- 1/8 финала: победил хорвата Хрвойе Сепа по очкам (15:4)
- 1/4 финала: победил черногорца Боско Драсковича[англ.] за явным преимуществом по очкам в третьем
- 1/2 финала: победа над армянином Артуром Хачатряном за явным преимуществом по очкам в третьем
- финал: победа над французем Абделькадером Бухенией[англ.] за явным преимуществом по очкам в первом раунде

### Тяжёлый вес
В 2011 году в связи с тем, что в сборной по боксу появился Егор Мехонцев, на которого делалась более высокая ставка, Бетербиев был вынужден перейти в непривычно большой для себя тяжёлый вес (до 91 кг), где продемонстрировал бокс весьма высокого качества, активно сокращая дистанцию, заходя в ближний бой и тем самым нивелируя преимущество соперников в росте, весе и размахе рук.

#### Чемпионат мира по боксу 2011
- 1/16 финала: победил мексиканца Марио Эредия[англ.] досрочно
- 1/8 финала: победил таджика Джахона Курбанова досрочно
- 1/4 финала: проиграл украинцу, Александру Усику по очкам (13:17)

#### Олимпийские игры 2012
- 1/8 финала: победил американца Майкла Хантера по очкам (10+:10)
- 1/4 финала: проиграл украинцу Александру Усику по очкам (13:17)

## Профессиональная карьера
В 2013 года Артур Бетербиев после ряда неудачных попыток заключить профессиональные контракты в Европе подписал 7-летний контракт с канадским менеджером Анной Ревой и дебютировал 8 июня 2013 года в Монреале. Первые пять соперников Бетербиева были малоизвестные джорнимены, с которыми Артур быстро справлялся без труда. Но каждый из этих соперников был боксёром с опытом не менее 20-и боёв. Однако уже в 2014 году Артур завоевал три региональных титула. Но в мае 2015 года Бетербиев по совету шефа промоутерской компании GYM (Groupe Yvon Michel) Ивона Мишеля ушёл от своего менеджера Ревы к другому менеджеру Элу Хэймону, что вызвало скандал и судебные разбирательства с Ревой. В 2017 году Бетербиев после завоевания своего первого титула чемпиона мира IBF судился уже с Ивоном Мишелем за разрыв контракта. И в феврале 2018 года Артур подписал контракт с компанией Top Rank Боба Арума, в надежде на бои за чемпионские титулы других боксёрских организаций.
Наставник Бетербиева канадец Марк Рэмси сказал:
Знаете, чем я восхищаюсь?… Когда Артур решил стать профессиональным боксёром, с этого самого момента он принимал все решения, чтобы достичь своих целей в карьере. Он ни разу не сжульничал — в режиме сна, в режиме питания, в режиме тренировок. Он всегда работал на максимуме. Артур полностью посвятил себя боксу. Я первый раз вижу человека с такой самодисциплиной. Артур дисциплинирован, предан своей работе. А второе — он является воспитанником русской школы бокса. Я узнал много новых техник, которые не используют в Америке. Мне было крайне интересно.

### Бой с Тэворисом Клаудом
После пяти боёв с малоизвестными соперниками Бетербиев вышел на более высокий уровень, встретившись 27 сентября 2014 года с бывшим чемпионом IBF американцем Тэворисом Клаудом. Клауд до этого потерпел два поражения подряд от лидеров данной весовой категории Адониса Стивенсона и Бернарда Хопкинса. Несмотря на это, Клауд считался очень серьёзным соперником. Результат боя оказался неожиданным — уже в первом раунде Бетербиев, нанося большое количество силовых ударов и отказываясь идти в клинч, сумел три раза отправить бывшего чемпиона в нокдаун. В самом начале второго раунда состоялся ещё один нокдаун, после которого Клауд не стал подниматься на счёт рефери, и бой был остановлен.

### Бой с Джеффом Пейджем
19 декабря 2014 года Бетербиев нокаутировал американца, непобеждённого ранее Джеффа Пейджа младшего, и завоевал региональные титулы чемпиона Северной Америки по версиям WBO NABO и IBF North American. В первом раунде Бетербиев потерял равновесие и с сопровождением джеба соперника упал на канвас. Судья засчитал первый нокдаун в карьере Бетербиева.

### Бой с Габриэлем Кампильо
4 апреля 2015 года Бетербиев нокаутировал бывшего чемпиона мира, испанца Габриеля Кампильо. В этом бою Бетербиев завоевал вторую строчку рейтинга IBF, поднялся в независимых рейтингах BoxRec на 5-е место, и в The Ring на 7-е место. Бетербиев уже в первом раунде отправил бывшего чемпиона в нокдаун, но добивать не стал. Кампильо не сумел восстановиться после удара, и в четвёртом раунде российский боксёр нокаутировал испанца.

### Чемпионский бой с Энрико Кёллингом
11 ноября 2017 года во Фресно (Калифорния) встретился с немцем Энрико Кёллингом в бою за вакантный титул чемпиона мира в полутяжёлом весе по версии IBF. Изначально бой планировался как претендентский, а победитель должен был боксировать с чемпионом Андре Уордом. Но после того, как американец завершил карьеру, организация присвоила поединку статус титульного. Соперники на момент боя занимали 2-е и 3-е место в рейтинге. Бой начался спокойно и Бетербиев держался осторожно никуда не спеша. В каждом отрезке он был чуть лучше Кёллинга, но доминирования не было. К середине боя немец начал уставать и переходить в режим защиты за блоком часто находясь у канатов. Артур атаковал, но не слишком разнообразно, а болельщики недовольно гудели ожидая, что Бетербиев до этого не проводивший больше 7-ми раундов, нокаутирует соперника. Развязка наступила в финальном раунде когда Бетербиев наконец пробил заблочную защиту и Кёллинг оказался в нокдауне. Энрико встал, но после правого бокового вновь оказался на полу. Рефери остановил бой.

### Бой с Каллумом Джонсоном
6 октября 2018 года Бетербиев провёл первую защиту титула IBF против небитого британского нокаутёра Каллума Джонсона. Бой выдался очень конкурентным и ярким. Уже в концовке первого раунда Бетербиев отправил претендента в нокдаун коротким апперкотом справа. Во втором раунде британец подловил чемпиона встречным ударом, после чего уже россиянин оказался на настиле. В четвёртом раунде Бетербиев потряс соперника несколькими точными ударами, а затем отправил в тяжёлый нокдаун коротким хуком справа. Джонсон сумел подняться, но рефери принял решение остановить бой.

### Бой с Радивое Калайджичем
4 мая 2019 года провёл вторую защиту титула IBF против американца сербского происхождения Радивое Калайджича. Первые два раунда Калайджичу удавалось сдерживать натиск Бетербиева за счёт движения на ногах и метких попаданий навстречу. Бетербиев действовал сумбурно и был чрезмерно заряжен на удар. В третьем раунде россиянин отправил соперника в нокдаун. В четвёртом раунде Калайджич замедлился и пропустил очень много ударов. В самом начале пятого раунда Калайджич снова стал пропускать, после чего рефери вмешался и зафиксировал победу Бетербиева техническим нокаутом.

### Объединительный бой с Александром Гвоздиком
18 октября 2019 года состоялся объединительный бой c обладателем титула WBC украинцем Александром Гвоздиком. Бой не прошёл всю дистанцию и закончился в 10-м раунде техническим нокаутом в пользу Артура. Таким образом, Артур Бетербиев остался непобеждённым и стал пятым российским боксёром, которому удалось объединить титулы (после Константина Цзю, Сергея Ковалёва, Дениса Лебедева и Мурата Гассиева).

### Бой с Адамом Дейнесом
20 марта 2021 года года Артур Бетербиев провёл первый профессиональный бой в России. На московской арене «Мегаспорт» он встретился с претендентом на титул IBF, немцем Адамом Дейнесом. Адам, будучи полным андердогом, оказал неожиданно упорное сопротивление чемпиону и продемонстрировал феноменальную стойкость, выдержав огромное количество ударов. Уже в первом раунде Артуру удалось отправить оппонента в нокдаун. В дальнейшем Артур доминировал в каждом раунде, уверенно разбивая соперника мощными сериями. Дейнес большую часть боя провёл в глухой защите, но периодически опасно огрызался и сумел нанести чемпиону рассечение. В 10 раунде Артур вновь отправил соперника в нокдаун встречным ударом справа. Дейнес опустился на колено, но успел подняться до окончания отсчёта. Тем не менее, секунданты немца сняли его с боя, выбросив полотенце. Таким образом, Артур провёл 4-ю успешную защиту титула IBF и первую защиту титула WBC, сохранив идеальный послужной список (единственный действующий чемпион мира со 100 % статистикой досрочных побед).

### Бой с Маркусом Брауном
17 декабря 2021 года в Монреале состоялся бой между Артуром Бетербиевым и обязательным претендентом на титул WBC американцем Маркусом Брауном. Первые два раунда прошли с преимуществом более габаритного и подвижного претендента, который регулярно попадал по Артуру как одиночными джебами, так и комбинациями, в то время как чемпион много промахивался и не мог запереть противника у канатов. В третьем раунде Артур начал чаще сокращать дистанцию и доносить до цели мощные удары, однако Браун не терялся и неплохо контратаковал. В четвёртом раунде боксёры столкнулись головами при сближении, в результате чего у обоих открылись глубокие рассечения (у Артура на лбу, у Брауна на брови). С этого момента Бетербиев активизировался и начал выбрасывать заметно больше ударов. В пятом и шестом раундах Артур несколько раз потрясал соперника, который заметно устал и начал всё чаще застаиваться на средней дистанции. В седьмом раунде, в очередной раз прижав оппонента к канатам, россиянин пробил комбинацию левый боковой в печень-правый прямой в голову и отправил Брауна в нокдаун. Американец чудом выдержал последовавшую за этим «бомбардировку» и продержался до гонга. Взяв паузу в восьмом раунде, в самом начале девятого раунда Бетербиев провёл затяжную серию ударов и завершающим левым боковым по печени отправил соперника на настил. Браун не смог встать до окончания счёта, и рефери зафиксировал нокаут.
Артур Бетербиев провёл 5-ю защиту титула IBF и вторую защиту титула WBC, сохранил идеальный рекорд и подтвердил репутацию опаснейшего нокаутёра в полутяжёлом дивизионе.

### Объединительный бой с Джо Смитом младшим
18 июля 2022 года в Нью-Йорке (США) состоялся вечер бокса, главным событием которого стал бой Артур Бетербиев — Джо Смит младший. Это был поединок за чемпионские пояса WBC и IBF в полутяжёлом весе, которыми владеет Бетербиев, а также за титул WBO, принадлежавший Смиту младшему. Смит агрессивно начал бой и стал теснить Бетербиева к канатам, однако Артур успешно противостоял сопернику, проводя контратаки. За два раунда Джо трижды оказывался в нокдауне. После очередного апперкота, потрясшего американского боксёра, рефери остановил бой. Отметим, что перед боем россиянина представили как канадского боксёра. Ранее глава WBC Маурисио Сулейман заявил, что Бетербиев сможет проводить поединки под эгидой организации, несмотря на политическую ситуацию, но должен выходить в ринг в качестве гражданина Канады. Победа стала для 37-летнего Бетербиева 18-й на профессиональном ринге (все — нокаутом), на его счету по-прежнему ни единого поражения. 32-летний Смит проиграл четвёртый раз при 28 победах.

### Бой с Энтони Ярдом
28 января 2023 года в Лондоне, победил техническим нокаутом в восьмом раунде обязательного претендента на титул WBO Энтони Ярда, однако победа далась ему сложнее, чем ожидалось. Начало боя прошло с преимуществом Бетербиева, который больше шёл вперёд и чаще атаковал, но Ярду удавалось неплохо защищаться и контратаковать, а с пятого раунда британец стал действовать более уверенно и чаще беспокоить Бетербиева своими атаками и контратаками. По завершении шестого раунда Ярд вёл в общем счёте 58-57, а оценки по раундам были такими — Бетербиев: Ярд — 10:9, 9:10, 9:10, 10:9, 9:10, 10:10, то есть Ярд вёл по выигранным раундам на один раунд. Чемпион оставался собранным и возможно именно расчёт на то, что соперник потеряет голову от успехов сыграл свою роль в восьмом раунде, когда Ярд оказался потрясён встречным ударом справа и оказался в нокдауне. После того как бой возобновился Бетербиев провёл ещё несколько точных ударов и угол Ярда остановил бой.

### Бой с Каллумом Смитом
Компания Top Rank, представляющая интересы Бетербиева и выигравшая торги, сообщила, что поединок пройдёт 19 августа 2023 года в канадском Квебеке. 31 июля стало известно, что бой отложен на пока неопределённый срок из-за инфекции челюстной кости у чемпиона, сообщили организаторы поединка, который должен был пройти в канадском Квебеке. Позже стало известно, что бой пройдёт 13 января 2024 года в Квебеке на той же самой арене Centre Videotron, а его организаторами станут Top Rank и канадская промоутерская компания Eye of the Tiger. Бетербиев нокаутировал обязательного претендента по версии WBC Каллума Смита (29-2, 21 КО) в 7-м раунде. С самого начала боя чемпион шёл вперёд и создавал своё фирменное давление. Он резал углы и заставлял прижиматься претендента к канатам. Более высокий и длиннорукий Смит старался удержать его на джебе. К концу 6-го раунда бой шёл под диктовку и преимуществе Бетербиева, что сказалось и на лице Смита, у которого появились гематомы. В 7-м раунде, пропустив тяжёлый правый хук и серию добивающих ударов, Смит оказался на полу. Он смог встать на счёт семь, но, пропустив пару мощных силовых, снова оказался на полу. Пока рефери считал, тренер Бадди Макгирт выкинул полотенце. Компьютеризированная система Compubox обнародовал статистику нанесённых/точных ударов. Бетербиев был значительно лучше по всем показателям: больше точных ударов в целом (182-59), больше силовых (87-31) и джебов (95-28).

### Бой за звание абсолютного чемпиона мира
В коллекции Артура теперь не хватало лишь пояса WBA Super, которым владел россиянин Дмитрий Бивол, отстоявший пояс 23 декабря в бою с Линдоном Артуром. Бой за звание абсолютного чемпиона мира по версиям WBA, WBC, IBF, WBO был запланирован на 1 июня 2024 года. Место проведения — Эр-Рияд, Саудовская Аравия. Ранее президент Всемирного боксёрского совета Маурисио Сулейман утверждал, что его организация не может разрешить поединок Бивола из-за его российского гражданства. Тем не менее, позже этот бой был санкционирован. На последних боях Дмитрия представляли как «бойца, родом из Кыргызстана, тренирующегося в США». 4 мая стало известно, что на финальной стадии подготовки Артур получил травму — разрыв мениска. Бой перенесен. Поединок состоялся 12 октября 2024 года, как и было запланировано, в Эр-Рияде. После 12 раундов близкого боя судьи отдали победу Бетербиеву большинством голосов: 114—114, 115—113 и 116—112.

### Реванш с Дмитрием Биволом
Сразу после первого боя на фоне не утихающих споров о победителе команда Бивола выразила несогласие с решением судей, а Турки Аль эш-Шейх озвучил желание организовать реванш. Несмотря на наличие обязательств перед боксерскими федерациями Бетербиев и Бивол встретились вновь 22 февраля 2025 года в Эр-Рияде. Сразу после назначения реванша боксерские федерации IBF и WBO отложили обязательные защиты против Михаэля Айферта (13-1, 5 КО) и Джошуа Буатси. WBC и WBA организовали бой между своими обязательными претендентами — временным чемпионом Дэвидом Бенавидесом и регулярным чемпионом Давидом Моррелем. Таким образом в реванше на кону стояли все четыре главных пояса.
По итогам 12-ти раундов Бетербиев конкурентно уступил титулы Биволу. Судьи отдали победу большинством голосов претенденту: 114-114, 115-113 и 116-112. Оба выразили готовность провести третий бой.

### Бой с Деоном Николсоном
22 ноября на шоу The Ring IV «Night of the Champions» вернётся на ринг против американца Деона Николсона, разделив кард с титульным боем Давида Бенавидеса и Энтони Ярда.

## Таблица боёв
В таблице перечислены результаты всех поединков боксёров.
В каждой строке указан результат поединка. Дополнительно номер поединка обозначен цветом, который обозначает итог поединка. Расшифровка обозначений и цветов представлена в нижеследующей таблице.
| Пример | Расшифровка                     |
| ------ | ------------------------------- |
|        | Победа                          |
|        | Ничья                           |
|        | Поражение                       |
|        | Планируемый поединок            |
|        | Поединок признан несостоявшимся |
| КО     | Нокаут                          |
| ТКО    | Технический нокаут              |
| PTS    | Решение судей (по очкам)        |
| UD     | Единогласное решение судей      |
| MD     | Решение большинства судей       |
| SD     | Раздельное решение судей        |
| RTD    | Отказ от продолжения боя        |
| DQ     | Дисквалификация                 |
| NC     | Поединок признан несостоявшимся |

| 22 поединка, 21 победа (20 нокаутом), 1 поражение. | 22 поединка, 21 победа (20 нокаутом), 1 поражение. | 22 поединка, 21 победа (20 нокаутом), 1 поражение. | 22 поединка, 21 победа (20 нокаутом), 1 поражение. | 22 поединка, 21 победа (20 нокаутом), 1 поражение. | 22 поединка, 21 победа (20 нокаутом), 1 поражение. | 22 поединка, 21 победа (20 нокаутом), 1 поражение. |
| Бой                                                | Рекорд                                             | Дата                                               | Оппонент                                           | Место проведения боя                               | Результат                                          | Комментарии |
| -------------------------------------------------- | -------------------------------------------------- | -------------------------------------------------- | -------------------------------------------------- | -------------------------------------------------- | -------------------------------------------------- | --- |
| 24                                                 |                                                    | 22 ноября 2025                                     | Деон Николсон (22-1)                               | ANB Arena, Эр-Рияд, Саудовская Аравия              | (12)                                               | |
| 22                                                 | 21-1                                               | 22 февраля 2025                                    | Дмитрий Бивол (2) (23-1)                           | Kingdom Arena, Эр-Рияд, Саудовская Аравия          | MD 12                                              | Бой за звание абсолютного чемпиона мира по версиям IBF (10-я защита Бетербиева), WBC (7-я защита Бетербиева), WBO (4-я защита Бетербиева), WBA Super (1-я защита Бетербиева), IBO (1-я защита Бетербиева) в полутяжёлом весе. |
| 21                                                 | 21-0                                               | 12 октября 2024                                    | Дмитрий Бивол (23-0)                               | Kingdom Arena, Эр-Рияд, Саудовская Аравия          | MD 12                                              | Бой за звание абсолютного чемпиона мира по версиям IBF (9-я защита Бетербиева), WBC (6-я защита Бетербиева), WBO (3-я защита Бетербиева), WBA Super (8-я защита Бивола), IBO (2-я защита Бивола) в полутяжёлом весе.          |
| 20                                                 | 20-0                                               | 13 января 2024                                     | Каллум Смит (29-1)                                 | Видеотрон-центр, Квебек-Сити, Канада               | TKO 7 (12), 2:00                                   | Защитил титул чемпиона мира по версиям WBC (5-я защита Бетербиева), IBF (8-я защита Бетербиева) и WBO (2-я защита Бетербиева) в полутяжёлом весе.                                                                             |
| 19                                                 | 19-0                                               | 28 января 2023                                     | Энтони Ярд (23-2)                                  | Уэмбли Арена, Лондон, Великобритания               | TKO 8 (12), 2:01                                   | Защитил титулы чемпиона мира по версиям WBC (4-я защита Бетербиева), IBF (7-я защита Бетербиева) и WBO (1-я защита Бетербиева) в полутяжёлом весе.                                                                            |
| 18                                                 | 18-0                                               | 18 июня 2022                                       | Джо Смит мл. (28-3)                                | Мэдисон-сквер-гарден, Нью-Йорк, США                | TKO 2 (12), 2:19                                   | Объединённый бой за титулы чемпиона мира по версиям WBO (2-я защита Смита), WBC (3-я защита Бетербиева) и IBF (6-я защита Бетербиева) в полутяжёлом весе. Бетербиев завоевал титул WBO.                                       |
| 17                                                 | 17-0                                               | 17 декабря 2021                                    | Маркус Браун (24-1)                                | Bell Centre, Монреаль, Канада                      | KO 9 (12), 0:46                                    | Защитил титул чемпиона мира по версиям WBC (2-я защита Бетербиева) и IBF (5-я защита Бетербиева) в полутяжёлом весе. |
| 16                                                 | 16-0                                               | 20 марта 2021                                      | Адам Дайнес (19-1-1)                               | ДС «Мегаспорт», Москва, Россия                     | ТКО 10 (12), 1:34                                  | Защитил титул чемпиона мира по версиям WBC (1-я защита Бетербиева) и IBF (4-я защита Бетербиева) в полутяжёлом весе. |
| 15                                                 | 15-0                                               | 18 октября 2019                                    | Александр Гвоздик (17-0)                           | Liacouras Center, Филадельфия, Пенсильвания, США   | TKO 10 (12), 2:49                                  | Объединительный бой за титулы чемпиона мира по версиям WBC (2-я защита Гвоздика) и IBF (3-я защита Бетербиева) в полутяжёлом весе.                                                                                            |
| 14                                                 | 14-0                                               | 4 мая 2019                                         | Радивое Калайджич (24-1)                           | Stockton Arena, Стоктон, Калифорния, США           | TKO 5 (12), 2:48                                   | Защитил титул чемпиона мира по версии IBF (2-я защита Бетербиева) в полутяжёлом весе. |
| 13                                                 | 13-0                                               | 6 октября 2018                                     | Каллум Джонсон (17-0)                              | Wintrust Arena, Чикаго, Иллинойс, США              | KO 4 (12), 2:36                                    | Защитил титул чемпиона мира по версии IBF (1-я защита Бетербиева) в полутяжёлом весе. |
| 12                                                 | 12-0                                               | 11 ноября 2017                                     | Энрико Кёллинг (23-1)                              | Save Mart Arena, Фресно, Калифорния, США           | KO 12 (12), 2:33                                   | Завоевал вакантный титул чемпиона мира по версии IBF в полутяжёлом весе. Кёллинг в нокдауне в 12-м раунде. |
| 11                                                 | 11-0                                               | 23 декабря 2016                                    | Исидро Ранони Прието (26-1-3)                      | Casino du Lac-Leamy, Гатино, Канада                | ТКО 1 (12), 2:44                                   | Бой за титул чемпиона по версии WBA-NABA в полутяжёлом весе. (4-я защита Бетербиева). |
| 10                                                 | 10-0                                               | 4 июня 2016                                        | Эсекьель Мадерна (23-2-0)                          | Bell Centre, Монреаль, Канада                      | TKO 4 (12), 0:56                                   | Бой за титул чемпиона по версии WBA-NABA в полутяжёлом весе. (3-я защита Бетербиева). |
| 9                                                  | 9-0                                                | 12 июня 2015                                       | Александр Джонсон (16-2-0)                         | UIC Pavilion,Чикаго, Иллинойс, США                 | TКО 7 (10), 1:38                                   | Бой за вакантный титул чемпиона по версии WBO International, и WBA-NABA в полутяжёлом весе. (2-я защита Бетербиева). |
| 8                                                  | 8-0                                                | 4 апреля 2015                                      | Габриель Кампильо (24-6-1)                         | Pepsi Coliseum, Квебек-Сити, Канада                | КО 4 (12), 0:37                                    | Бой за титул IBF North American в полутяжёлом весе, (1-я защита Бетербиева). |
| 7                                                  | 7-0                                                | 19 декабря 2014                                    | Джефф Пейдж Мл. (15-0)                             | Pepsi Coliseum, Квебек-Сити, Канада                | TKO 2 (10), 2:21                                   | Бой за вакантные титулы WBO NABO и IBF North American, WBA-NABA (1-я защита Бетербиева) в полутяжёлом весе. |
| 6                                                  | 6-0                                                | 27 сентября 2014                                   | Тэворис Клауд (24-2)                               | Bell Centre, Монреаль, Канада                      | KO 2 (12), 0:38                                    | Завоевал вакантный титул WBA-NABA в полутяжёлом весе. Клауд 3 раза в нокдауне в 1 раунде. |
| 5                                                  | 5-0                                                | 22 августа 2014                                    | Альваро Энрикес (12-12-2)                          | Complexe Sportif Sportscene, Мон-Сент-Илер, Канада | TKO 1 (6), 2:38                                    | |
| 4                                                  | 4-0                                                | 18 января 2014                                     | Габриэль Лекронье (16-25-3)                        | Bell Centre, Монреаль, Канада                      | TKO 4 (6), 2:44                                    | |
| 3                                                  | 3-0                                                | 30 ноября 2013                                     | Билли Бейли (12-17)                                | Pepsi Coliseum, Квебек-Сити, Канада                | KO 1 (6), 2:49                                     | |
| 2                                                  | 2-0                                                | 28 сентября 2013                                   | Рейко Сондерс (23-20-1)                            | Bell Centre, Монреаль, Канада                      | RTD 3 (6), 3:00                                    | |
| 1                                                  | 1-0                                                | 8 июня 2013                                        | Кристиан Крус (12-14-1)                            | Bell Centre, Монреаль, Канада                      | TKO 2 (4), 2:21                                    | Дебют на профессиональном ринге в полутяжёлом весе. |
| Бой                                                | Рекорд                                             | Дата                                               | Оппонент                                           | Место проведения боя                               | Результат                                          | Комментарии |

## Титулы

### Профессиональные региональные
- 2014  Чемпион по версии WBO-NABO.
- 2015  Чемпион по версии WBO International.
- 2014—2017  Чемпион по версии WBA-NABA.
- 2014—2017  Чемпион по версии IBF North American.

### Профессиональные мировые
- 2017—н. в.  Чемпион мира в полутяжёлом весе по версии IBF.
- 2019—н. в.  Чемпион мира в полутяжёлом весе по версии WBC.
- 2022—н. в.  Чемпион мира в полутяжёлом весе по версии WBO.
- 2024—н. в.  Чемпион мира в полутяжёлом весе по версии WBA.
- 2024—н. в.  Чемпион мира в полутяжёлом весе по версии IBO.
- 2024—н. в.  Чемпион мира в полутяжёлом весе по версии The Ring.